# Fonte de São Bento
A Fonte de São Bento localiza-se no lugar de Corticeiro de Baixo freguesia de Carapelhos em Mira, Portugal.
A fonte está decorada com um painel de azulejos representando a sua arquitectura original.
Em 1999 foi completamente restaurada.
A fonte faz parte do folclore e tradição local, pois era o local de encontro e convívio de toda a população.

## Ligações externas

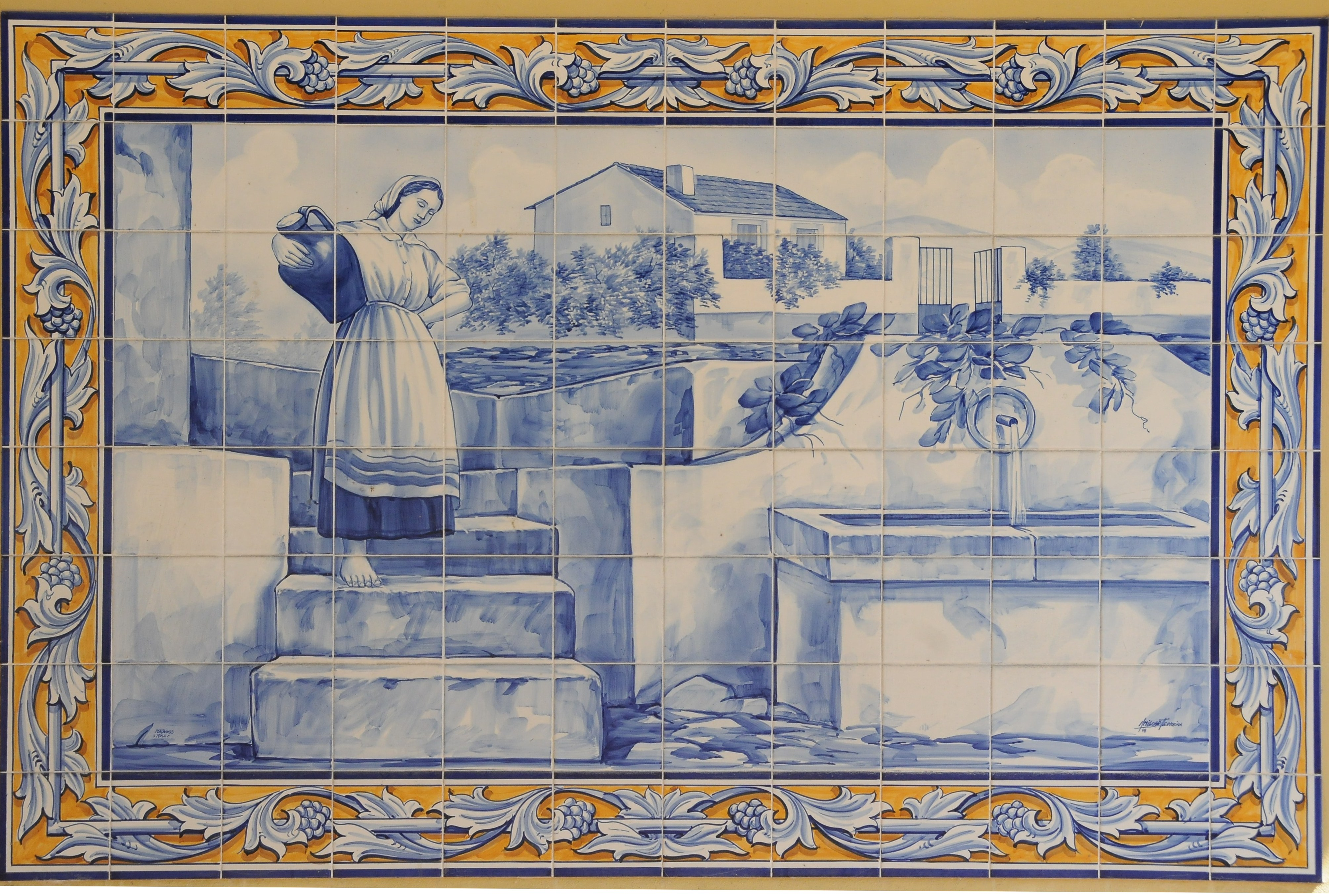
Painel de azulejos
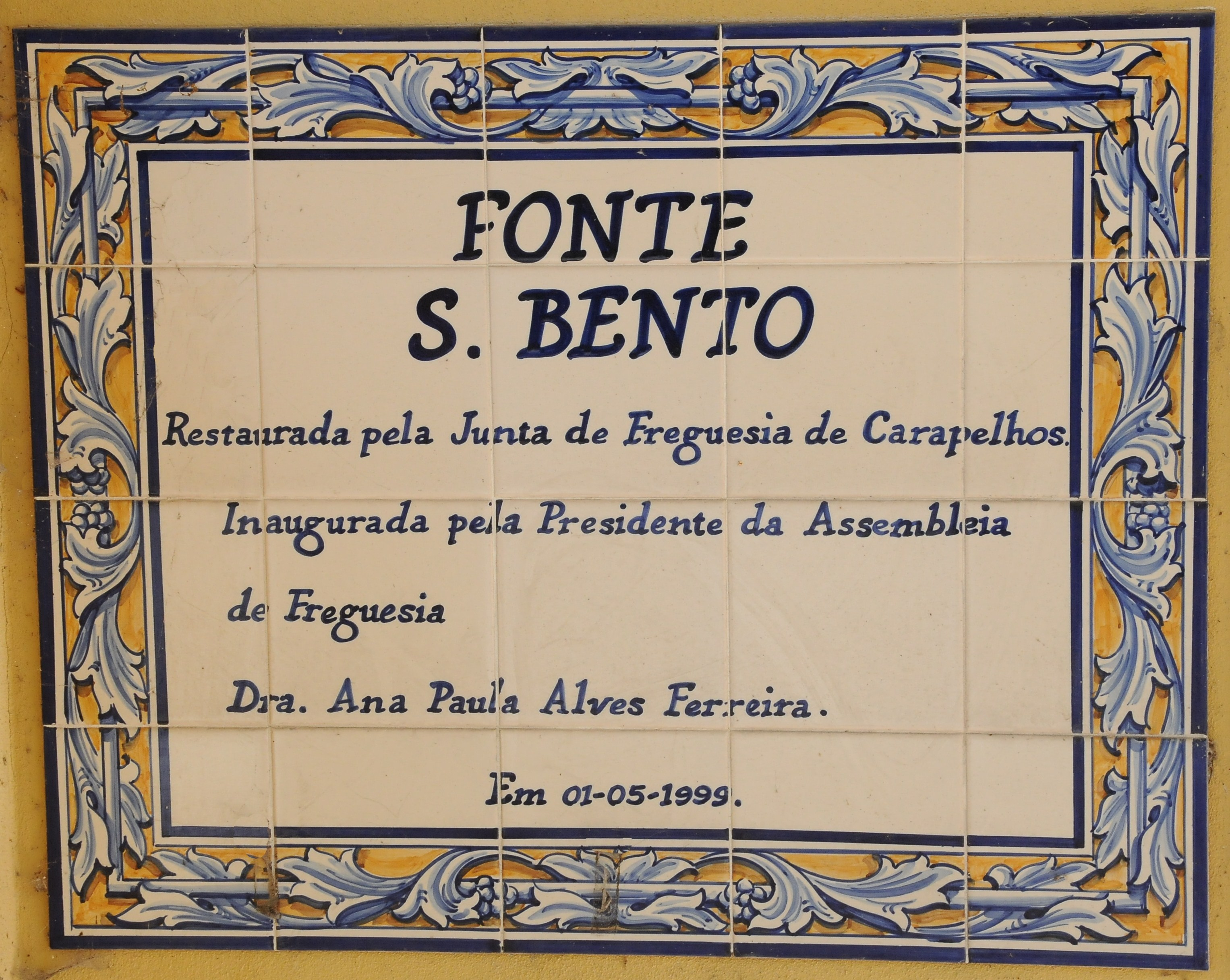